# Thomas Högstedt
Thomas Högstedt (* 21. září 1963 Mariestad) je bývalý švédský profesionální tenista, pohybující se na okruzích v letech 1981–1995. Ve své kariéře na okruhu Grand Prix a ATP Tour vyhrál jeden singlový turnaj, když si odvezl titul z halového Ferrara Open 1983.
Po skončení aktivní dráhy se stal trenérem a vedl Marii Šarapovovou, Li Na, Caroline Wozniackou, Simonu Halepovou, Eugenii Bouchardovou či Madison Keysovou.
Na žebříčku ATP byl ve dvouhře nejvýše klasifikován v září 1983 na 38. místě a ve čtyřhře pak v červenci 1984 na 408. místě.
V juniorském tenisu triumfoval ve dvouhře US Open 1981 po finálové výhře nad Němcem Hansem Schwaierem.

## Tenisová kariéra
V úvodním kole Cincinnati Open 1982 vyřadil šestého nasazeného krajana Matse Wilandera po třísetovém průběhu a následně podlehl Američanu Mattu Mitchellovi. Do semifinále postoupil na antukovém Swedish Open 1982 v Båstadu, v němž mu stopku vystavil krajan Henrik Sundström. Druhou semifinálovou účast zaznamenal na basilejském Davidoff Swiss Indoors 1982, kde zdolal ekvádorskou turnajovou trojku Andrése Gómeze, Fina Lea Palina a ve čtvrtfinále Inda Rameše Krišnana. Mezi poslední čtveřicí hráčů mu porážku z předchozí části sezóny oplatil Wilander.
Jedinou trofej na okruhu Grand Prix vybojoval na koberci halového Ferrara Open 1983 v italské Ferraře. Turnajem prošel bez ztráty setu, včetně čtvrtfinálové výhry nad druhým nasazeným Liborem Pimkem. Ve finále přehrál Američana Butche Waltse. Již v březnu vypadl ve čtvrtfinále Milan Indoor 1983 s Američanem Chipem Hooperem.
Další semifinále si zahrál na halovém Brussels Indoor 1984 a newyorském OTB Open v letech 1987 i 1988. V Bruselu jej zastavil John McEnroe. Na americké události nezvládl duely s Jimem Pughem a podruhé s Johanem Kriekem.
Debut v nejvyšší grandslamové kategorii zaznamenal v mužském singlu Australian Open 1981, kde na úvod travnatého turnaje porazil Američana Scotta McCaina. Jednalo se o jediný vyhraný zápas na australském majoru. Ve druhém kole jej zastavil pozdější jihoafrický šampion Johan Kriek. Ve Wimbledonu 1989 zdolal šestého nasazeného Švýcara Jakoba Hlaska. Jeho cestu pavoukem v následném klání ukončil Američan Paul Chamberlin ve třech setech. Na Grand Slamu nikdy nepřekročil druhé kolo. Všechny „turnaje velké čtyřky“ během jediné sezóny odehrál pouze v roce 1990.

## Trenér
V první fázi trenérské kariéry se jeho svěřenci stali němečtí hráči Nicolas Kiefer a Tommy Haas. V roce 2008 jej oslovila Číňanka Li Na, které během dvouleté spolupráce pomohl do první světové desítky a semifinále na Australian Open.
V prosinci 2010 se přidal k Michaelu Joycovi jako spolutrenér Marie Šarapovové. Od ledna 2011 se stal jejím hlavním koučem. Hráčka pod Högstedtovým vedením vyhrála French Open 2012 a získala stříbrnou olympijskou medaili v Londýně. Spolupráci ukončili po její porážce ve druhém kole Wimbledonu 2013 od Michelle Larcherové de Britové. Po dopingovém trestu Rusky se k ní v roce 2018 vrátil a vedl ji až do července 2019, kdy se jeho svěřenkyní stala Švédka Rebecca Petersonová.
Po ukončení prvního angažmá u Šarapovové krátce koučoval Rumunku Simonu Halepovou a Dánku Caroline Wozniackou. Od října 2015 do dubna 2016 trénoval Kanaďanku Eugenie Bouchardovou, k níž se vrátil mezi prosincem 2016 a zářím 2017. V mezidobí, mezi květnem a prosincem 2016, se podílel na přípravě Američanky Madison Keysové. Rovněž jako Číňanka Li prolomila americká hráčka, během sedmiměsíční spolupráce, poprvé brány elitní světové desítky.

## Finále na okruhu Grand Prix
| Legenda                  |
| D – dvouhra; Č – čtyřhra |
| Grand Slam (0)           |
| Volvo Masters (0)        |
| Super Series (0)         |
| Regular Series (1–0 D)   |

### Dvouhra: 1 (1–0 D)
| Stav  | č. | datum              | turnaj          | povrch      | soupeř ve finále | výsledek |
| ----- | -- | ------------------ | --------------- | ----------- | ---------------- | -------- |
| Vítěz | 1. | 20. listopadu 1983 | Ferrara, Itálie | koberec (h) | Butch Walts      | 6–4, 6–4 |

## Finále na juniorském Grand Slamu

### Dvouhra juniorů: 1 (1–0)
| Stav  | rok  | turnaj  | povrch | soupeř ve finále | výsledek |
| ----- | ---- | ------- | ------ | ---------------- | -------- |
| Vítěz | 1981 | US Open | tvrdý  | Hans Schwaier    | 7–5, 6–3 |